# Енгель Юлій Дмитрович
Енгель Юлій Дмитрович (16 (28) квітня 1868, Бердянськ Таврійської губернії — 11 лютого 1927, Тель-Авів, Палестина) — музикознавець, перекладач, фольклорист, композитор.
Закінчив юридичний факультет Харківського університету, Московську консерваторію (1897) по класах композиції (педагоги — Танєєв і Іпполітов-Іванов).
З 1897 до 1918 року завідував музичним відділом в московській газеті «Русские ведомости». Був редактором музичних статей в Енциклопедичному словнику Граната, перекладачем спеціальних книг з музики. Переклав з німецької музичний словник (Musiklexikon) Г. Рімана і додав до нього російський відділ. Один із засновників народної консерваторії в Москві (1906 рік). Автор статей про М. А. Римського-Корсакова, П. І. Чайковського, С. І. Танєєва і про ін. композиторів. Автор величезної кількості музичних статей, які пізніше неодноразово видавалися книгами.
Склав безліч музичних творів (романси, фортепіанні п'єси та інше).